# Quantum praedecessores
Quantum praedecessores je papeška bula, ki jo je napisal papež Evgen III. 1. decembra 1145.
S to bulo je papež pozval k drugi križarski vojni, potem ko je decembra 1144 padla Edessa. To je bila prva bula, ki se je ukvarjala s križarskimi vojnami.